# هاري س. سولومون
هاري س. سولومون (بالإنجليزية: Harry C. Solomon)‏ هو طبيب أعصاب وطبيب نفسي أمريكي، ولد في 1889، وتوفي في 1982.